# بريز
بريز (بالفارسية: بريز) (بالإنجليزية: Beriz)‏، قرية في قسم دهكويه الريفي، الناحية المركزية، مقاطعة لارستان، محافظة فارس، إيران. يبلغ عدد سكانها حسب إحصاء عام 2006 ميلادية 2,146 نسمة في 411 عائلة.